# Charlotte Nijs
Charlotte Nijs  (Drimmelen, 14 september 1988) is een Nederlands journaliste.

## Loopbaan

### Jonge jaren
Nijs groeide op in Maarn, op jonge leeftijd had ze al interesse voor televisie en nieuws. Haar vader had een eigen bedrijf in de media. Na haar vwo studeerde Nijs aan de School voor Journalistiek in Utrecht. 

### Werkzaamheden
Nijs ging na haar studie aan de slag op de redactie van BNNVARA, waar ze drie jaar gewerkt heeft. 
In 2013 ging Nijs aan de slag bij Sanoma, in eerste instantie voor de website WTF.nl als redacteur en verslaggever. Na twee jaar stapte Nijs binnen de uitgever over naar NU.nl waar ze als creative director werkte en de katern NUlifestyle opzette. In 2017 stapte ze over naar SBS6 en werd Nijs verslaggever voor Hart van Nederland. Ze specialiseerde zich in de politiek en is sinds 2018 politiek verslaggever van het nieuwsprogramma. Sinds januari 2019 was ze ook een van de vaste gezichten van 6 Inside. Vanaf half december 2022 was ze het nieuwe gezicht van het EenVandaag Opiniepanel. Daarmee was ze de opvolger van Gijs Rademaker. In november 2024 werd haar contract niet verlengd en verliet ze de AVROTROS en daarmee de presentatie van EenVandaag. In maart 2025 ging Nijs aan de slag bij Omroep Max, waar ze werkt aan programma's als Meldpunt, Tijd voor Max en MAX vakantieman.

## Privé
Nijs woont samen en heeft twee zoons.

## Trivia
- In 2018 was Nijs genomineerd voor de Philip Bloemendal Prijs.[5]
- In de zomer van 2019 deed Nijs mee aan het televisieprogramma De Slimste Mens. Hierin deed ze twee afleveringen mee en was ze één keer de slimste van de dag.
- Vanaf januari 2021 deed ze mee aan het 21e seizoen van Wie is de Mol?. Nijs bleek in de negende aflevering de verliezend finalist te zijn.